# Cycle CeO2/Ce2O3

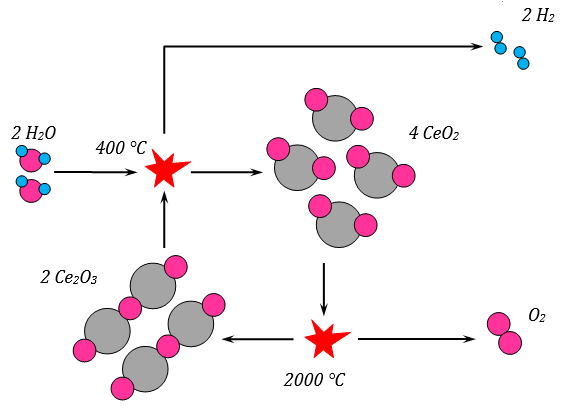
Schéma simplifié du cycle oxyde de cérium (IV) - oxyde de cérium (III)

Le cycle CeO2/Ce2O3, ou cycle oxyde de cérium(IV)-oxyde de cérium(III), est un procédé thermochimique de production d'hydrogène par craquage de l'eau faisant intervenir l'oxyde de cérium(IV) CeO2 et l'oxyde de cérium(III) Ce2O3 qui sépare l'oxygène et l'hydrogène de l'eau de manière séquentielle à travers deux systèmes rédox :
4 CeO2 ⟶ 2 Ce2O3 + O2↑ ;
2 Ce2O3 + 2 H2O ⟶ 4 CeO2 + 2 H2↑.
La première des deux réactions est une thermolyse endothermique sous atmosphère inerte à 2 000 °C dans un héliostat concentrant la lumière du soleil, ce qui donne une pression partielle de 100 à 200 hPa d'oxygène ; la seconde réaction est une hydrolyse exothermique à une température de 400 à 600 °C dans un réacteur à catalyse hétérogène.
L'intérêt de ce type de procédé de craquage de l'eau en deux étapes, qui était à l'étape expérimentale début 2021,, est de produire l'hydrogène et l'oxygène de manière indépendante, ce qui dispense de devoir les séparer dans un dispositif commun et limite les risques d'explosion ; les principales difficultés sont liées aux températures élevées requises par ces procédés, qui nécessitent l'utilisation de matériaux de pointe mis en œuvre à travers des technologies avancées. Les conditions opératoires exigeantes de la thermolyse limitent la durée de vie des matériaux employés, notamment par sublimation du CeO2. Des études ont montré qu'il est cependant possible d'abaisser la température de thermolyse par l'adjonction de cations métalliques dans l'oxyde de cérium,.